# Crocallis elinguaria
Crocallis elinguaria é uma espécie de insetos lepidópteros, mais especificamente de traças, pertencente à família Geometridae.
A autoridade científica da espécie é Linnaeus, tendo sido descrita no ano de 1758.
Trata-se de uma espécie presente no território português.